# Meritaton
| i | t · n · ra | N36 · t |

| i | t · n · ra | N36 · t |

Meritaton, o també Merit-Aton, va ser una princesa egípcia de la dinastia XVIII i la primogènita del faraó Akhenaton i la seva Gran esposa reial Nefertiti. Va néixer al primer any del regnat de son pare, cap al 1360 aC.
Probablement va viure la infància a Tebes, després es devia traslladar amb la seva família a Akhetaton, l''Horitzó d'Aton' (Amarna), la ciutat fundada pel seu pare. Quan tenia deu anys, es va morir la seva germana petita Meketaton. Meritaton s'esmenta en dues de les cartes d'Amarna amb el nom de Mayati. El rei Burnaburiaix II de Babilònia li va enviar un collar de lapislàtzuli. En una segona carta, el rei es queixa que Meritaton no es preocupi per la salut de Burnaburiaix.
Segons unes poques fonts, Meritaton hauria esdevingut la Gran esposa reial del successor de son pare, Semenkhare. Se li assigna una filla -només pel nom–, Meritaton Taixerit. També s'especula que es podria tractar de la reina desconeguda anomenada Dakhamunzu i/o de la reina faraona Neferneferuaton. Es desconeix la resta de la seva vida i on va ser enterrada.